# Cratere Yasuko
Yasuko  è un cratere sulla superficie di Venere.